# Fame (singel)
Fame (ang. sława) – piosenka Davida Bowiego napisana wspólnie z Johnem Lennonem i gitarzystą Carlosem Alomarem, pochodząca z płyty Bowiego Young Americans.

## Geneza utworu
Bowie, który był wielkim fanem Lennona, miał okazję spotkać się z nim w czasie tournée po Ameryce. Piosenka „Fame” powstała w czasie ich wspólnego jam session.
Głównym autorem muzyki jest długoletni gitarzysta Bowiego Carlos Alomar, który oparł główny riff gitarowy na motywie zapożyczonym z piosenki „Foot Stompin'” zespołu The Flares.

## Tekst
Podobnie jak wiele innych piosenek Bowiego utwór ten zawiera elementy autoironiczne, może być on odbierany jako nieco złośliwy opis kariery Bowiego, który śpiewa o tym, jak pusta jest sława, jak potrafi zmienić człowieka. Dodaje przy tym: „wszystko czego potrzebowałeś pożyczyłeś od innych”, co jest wyraźnym nawiązaniem do jego własnej kariery – Bowie uchodzi za „kameleona” rocka potrafiącego świetnie przystosowywać się do panujących mód i zręcznie zapożyczającego potrzebne mu pomysły i elementy stylu czy muzyki od innych wykonawców.

## Popularność
Był to pierwszy singel Bowiego, który dotarł na pierwsze miejsce listy przebojów magazynu Billboard (drugim i jak do tej pory ostatnim utworem Bowiego, który wszedł na sam szczyt Billboardu był utwór „Let’s Dance” z płyty pod tym samym tytułem). Utwór zaliczany jest do stylu blue-eyed soul.
Utwór ten został uznany przez Rock and Roll Hall of Fame za jedną z piosenek, które ukształtowały rock and roll.

## Inne wersje
W odświeżonym remiksie techno piosenka pojawiła się na ścieżce dźwiękowej do filmu Pretty Woman.